# Taras Kulakov
Taras Kulakov, rusky Тарас Кулаков, známý také jako "CrazyRussianHacker" (* 11. března 1987) je rusko-americký YouTuber, který se proslavil life hacky, experimenty a testy. Jeho Youtube kanál "CrazyRussianHacker" byl vytvořen 18. května 2012 a má téměř 2 miliardy zhlédnutí a přes 10 milionů odběratelů (k 20. srpnu 2017), čímž se stal jedním ze středně velkých kanálů v TOP100 a získal tak ocenění diamantového PLAY tlačítka od společnosti Google jež provozuje youtube. Jeho hlavní motto je "Safety is number one priority" což v překladu znamená "První prioritou je bezpečnost". Má dva psy rasy Husky, Huga a Lukeho.

## Videa
Kulakov je velmi aktivní youtuber, každý den vydá 1-2 videa. V září měl přes 10 milionů odběratelů na jeho hlavním kanále CrazyRussianHacker. Natáčí různá videa, od tzv. life hacků až po různé chemicko-vědecké pokusy a testy tzv. gadgetů. Také je znám pro jeho humor a ruský akcent. První kanál pod názvem "origami768" vytvořil 14. října 2009 pro návody na origami. Později kanál přejmenoval na "Taras Kul", momentálně je to kanál, který používá jako druhý kanál. V září 2017 na něm je 2.9 milionu odběratelů. Dalším pokusem o úspěšný kanál na YouTube byl kanál pod názvem "SlomoLaboratory" a později "Slow Mo Lab", kde působil společně s jeho bratrem Dimou. Jejich popularita pomohla nejnovějšímu kanálu "CrazyRussianHacker", který vznikl v roce 2012. Do roku 2016 vydal více než 900 videí na kanále "CrazyRussianHacker", ale pořád pokračuje na svém druhém kanálu "Taras Kul" na který nahrává doplňující obsah. Nově také používá kanál Taras kam nahrává videa o zbraních, v září 2017 na tomto kanále měl 140 tisíc odběratel.

## Život
Taras Kulakov se narodil v roce 1987 v UkSSR (dnešní Ukrajina). V roce 1996 se stal reprezentantem Ukrajiny jako profesionální plavec. V roce 2009 se spolu s rodinou přestěhoval do Asheville v Severní Karolíně, kde pracoval ve Walmartu během předchozí tvorby na Youtube kanálech. Narodil se sice na Ukrajině, vyrůstal však v prostředí mluvícím rusky a sám sebe považuje za Rusa.